# 阿纳雅图巴
阿纳雅图巴是巴西马拉尼昂州的一个市镇。总面积1116.947平方公里，总人口21944人，人口密度19.6人/平方公里。